# Cái Vồn
Cái Vồn là một phường thuộc tỉnh Vĩnh Long, Việt Nam.

## Địa lý
Phường Cái Vồn có vị trí địa lý:
- Phía đông giáp phường Đông Thành và xã Ngãi Tứ.
- Phía tây giáp thành phố Cần Thơ, ranh giới là sông Hậu.
- Phía nam giáp xã Lục Sĩ Thành, ranh giới là sông Hậu.
- Phía bắc giáp phường Bình Minh.

Phường có diện tích 26,52 km², dân số năm 2025 là 36.031 người, mật độ dân số đạt 1.358 người/km².

## Hành chính
Phường Cái Vồn được chia thành 5 khóm: 1, 2, 3, 4, 5.

## Lịch sử
Cái Vồn vốn là tên một ngôi chợ thuộc thôn Mỹ Thuận, tổng An Trường, huyện Vĩnh An, tỉnh An Giang dưới thời Nguyễn. Cái Vồn còn được gọi là Cái Dồn, theo cách gọi người miền Tây.
Năm 1932, Cái Vồn trở thành tên một quận thuộc tỉnh Cần Thơ dưới thời Pháp thuộc, do đổi tên từ quận Trà Ôn trước đó.
Năm 1957, quận Bình Minh thuộc tỉnh Vĩnh Long được thành lập theo Nghị định số 10-BNV-NC-NĐ của chính quyền Việt Nam Cộng hòa, quận lỵ đặt tại Cái Vồn, về mặt hành chính thuộc xã Mỹ Thuận.
Sau năm 1975, Cái Vồn là thị trấn huyện lỵ huyện Bình Minh, được thành lập do tách đất từ xã Thành Lợi (ấp Thành Phước thuộc khu vực phà Hậu Giang tức phường Thành Phước ngày nay và khóm 2-3-4 phường Cái Vồn ngày nay) và một phần nhỏ xã Mỹ Thuận (ấp Mỹ Thới thuộc khu vực quận lỵ trước đây, tức khóm 1 phường Cái Vồn ngày nay).
Ngày 17 tháng 9 năm 2010, Bộ Xây dựng ban hành Quyết định 844/QĐ-BXD về việc công nhận thị trấn Cái Vồn là đô thị loại IV.
Ngày 28 tháng 12 năm 2012, Chính phủ ban hành Nghị quyết số 89/NQ-CP. Theo đó:
- Chuyển huyện Bình Minh thành thị xã Bình Minh
- Thành lập phường Cái Vồn trên cơ sở điều chỉnh 175,53 ha diện tích tự nhiên, 14.523 người của thị trấn Cái Vồn và 43,62 ha diện tích tự nhiên, 3.852 người của xã Thuận An
- Thành lập phường Thành Phước trên cơ sở điều chỉnh 359,93 ha diện tích tự nhiên và 13.703 người còn lại của thị trấn Cái Vồn.

Sau khi thành lập, phường Cái Vồn có 219,15 ha diện tích tự nhiên và 18.375 người.
Tiền thân của phường là các khóm 1, 2, 3, 4 của thị trấn Cái Vồn cũ và một phần của các ấp Thuận Thới và Thuận Tân A của xã Thuận An.
Hiện nay, phường Cái Vồn được chia thành 5 khóm: 1, 2, 3, 4, 5. Khóm 5 được hình thành từ phần diện tích của xã Thuận An cũ.
Theo đó, tại Điều 1 Nghị quyết 1687/NQ-UBTVQH15 thì trên cơ sở Đề án 337/ĐA-CP ngày 09/5/2025 của Chính phủ về sắp xếp đơn vị hành chính cấp xã của tỉnh Vĩnh Long (mới) năm 2025, Ủy ban Thường vụ Quốc hội quyết định sắp xếp để thành lập các đơn vị hành chính cấp xã của tỉnh Vĩnh Long như sau: Sắp xếp toàn bộ diện tích tự nhiên, quy mô dân số xã Mỹ Hòa (thị xã Bình Minh), phần còn lại của xã Ngãi Tứ sau khi sắp xếp (tức khu vực cồn Sừng của xã Ngãi Tứ cũ giáp ranh với xã Mỹ Hòa cũ và phần còn lại của phường Thành Phước  (khóm 3, phường Thành Phước (cũ), thị xã Bình Minh, tỉnh Vĩnh Long - tức khóm 5, thị trấn Cái Vồn, huyện Bình Minh, tỉnh Vĩnh Long trước năm 2013) thành phường mới có tên gọi là phường Cái Vồn, chính quyền 2 cấp năm 2025